# Bernhardswend

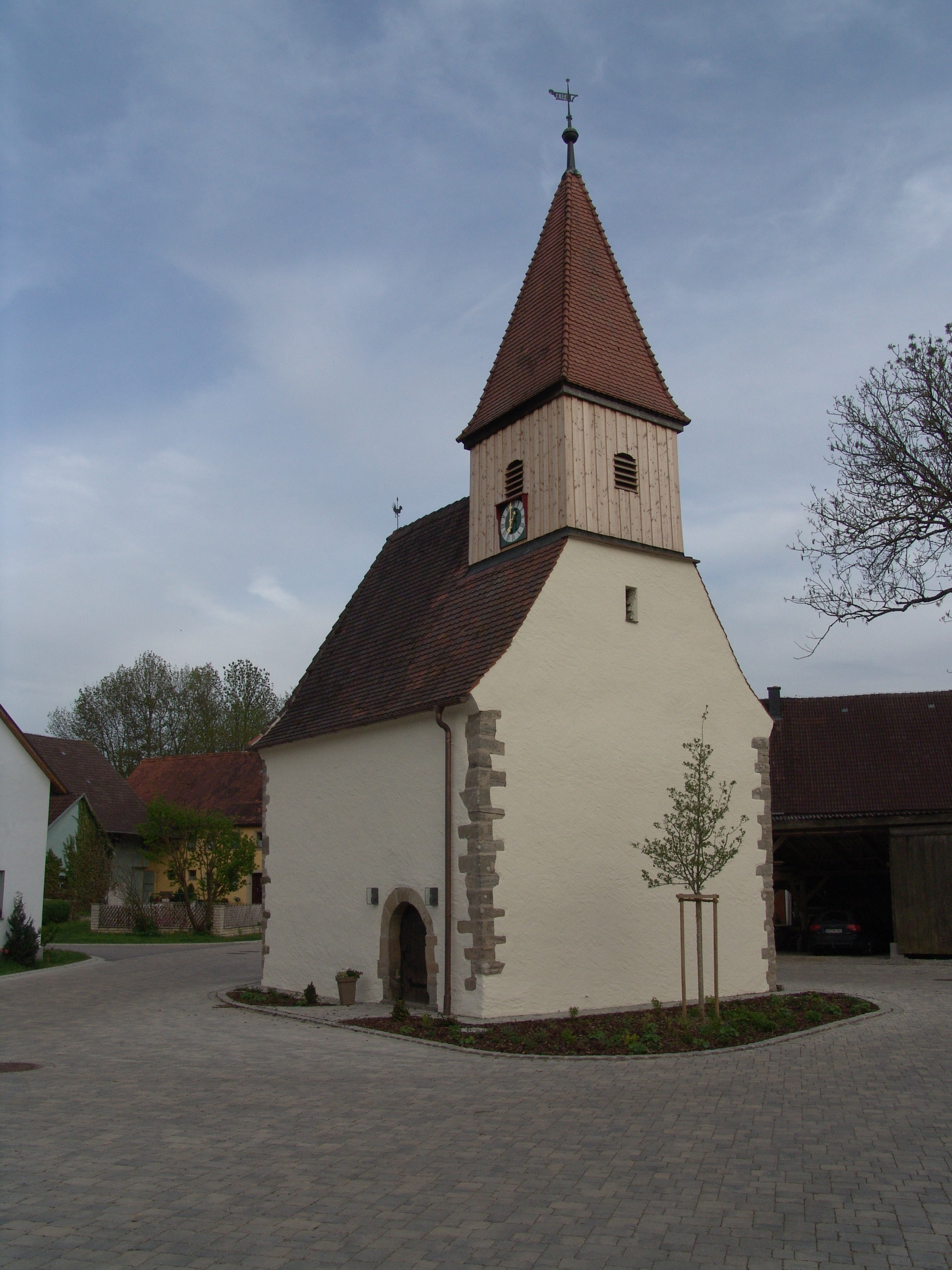
Kirche St. Maria

Bernhardswend ist ein Gemeindeteil der Großen Kreisstadt Dinkelsbühl im Landkreis Ansbach (Mittelfranken, Bayern). Bernhardswend liegt in der Gemarkung Sinbronn.

## Geografie
Das Kirchdorf Bernhardswend liegt am Katzengraben (im Unterlauf Brüllgraben genannt), der 0,5 km südöstlich als linker Zufluss in den Hochwiesgraben mündet, der seinerseits ein rechter Zufluss der Sulzach ist. Der Ort ist von Acker- und Grünland mit vereinzeltem Baumbestand umgeben. Im Südwesten wird die Flur Hart genannt, im Südosten Haldenfeld und im Nordosten Stockfeld. 1 km nördlich erhebt sich der Zankenberg (510 m ü. NHN).
Gemeindeverbindungsstraßen führen nach Halsbach (2 km nordwestlich), nach Dorfkemmathen zur Kreisstraße AN 41 (2,3 km nordöstlich), nach Sinbronn (2,6 km südwestlich) und Obermichelbach (2,4 km südöstlich) jeweils zur Staatsstraße 2218.

## Geschichte
Aus der Ortsnamensendung –wend kann man schließen, dass der Ort zu den Wendensiedlungen zählt, die im Mittelalter von den Obrigkeiten in größerer Zahl planmäßig angelegt wurden. Neben der heutigen Form waren früher auch die Formen „Bernhardswinden“, „Berntswend“ oder „Bernhardschwend“ gebräuchlich.
Die Fraisch über Bernhardswend war umstritten. Sie wurde sowohl vom ansbachischen Oberamt Wassertrüdingen als auch vom oettingen-spielbergischen Oberamt Dürrwangen beansprucht. Die Reichsstadt Dinkelsbühl wollte sie auf ihre Anwesen geltend machen. Die Dorf- und Gemeindeherrschaft wurde von der Reichsstadt Dinkelsbühl wahrgenommen. Gegen Ende des 18. Jahrhunderts gab es 14 Anwesen. Grundherren waren
- das Fürstentum Ansbach (Verwalteramt Forndorf: 2 Güter, 1 Sölde; Kastenamt Wassertrüdingen: 1 Hof)
- das Fürstentum Oettingen-Spielberg (Frühmesse Sinbronn: 1 Gütlein)
- die Reichsstadt Dinkelsbühl (katholische Kirchenpflege: 1 Gütlein; Ratsamtspflege: 1 Gut; Spital: 2 Höfe; Stipendiatenpflege: 1 Hof, 1 Gut)
- das Hochstift Eichstätt (Stiftskapitel Herrieden: 1 Gut; Kasten- und Stadtvogteiamt Ornbau: 1 Gut)
- der Deutsche Orden (Ämtlein Halsbach: 1 Hof).

Außerdem gab es noch eine Kirche, ein Gemeindehirten- und ein Gemeindeschafhaus. Von 1797 bis 1808 unterstand der Ort dem Justiz- und Kammeramt Wassertrüdingen mit Ausnahme der eichstättischen Hintersassen, die zunächst von 1802 bis 1804 der Justizkommission Neunstetten unterstanden.
Infolge des Gemeindeedikts wurde Bernhardswend 1809 dem Steuerdistrikt und der zeitgleich gebildeten Ruralgemeinde Sinbronn zugeordnet. Am 1. Mai 1978 wurde diese im Zuge der Gebietsreform in Bayern nach Dinkelsbühl eingegliedert.

### Baudenkmäler
- evangelisch-lutherische Filialkirche St. Maria: kleiner spätmittelalterlicher Satteldachbau mit dreiseitig geschlossenem Chor und Dachreiter, 14. Jahrhundert; mit Ausstattung[12]
- Haus Nr. 15: erdgeschossiges Giebelhaus der zweiten Hälfte des 18. Jahrhunderts; Wohnstallhaus mit Stichbogentüre (bezeichnet „18.?“); traufseitiger Anbau (drei zu zwei Obergeschossfenster) mit Walmdach; Stichbogentüre bezeichnet „G.B./J. A.W. 1812“; Gesamtbau und auch das Giebelfachwerk verputzt.[13]
- Nähe Obermichelbacher Weg: ehemalige Schafscheune, breiter erdgeschossiger Walmdachbau mit verputztem Fachwerk, zweite Hälfte 19. Jahrhundert[12]

### Einwohnerentwicklung
| Jahr      | 001818 | 001840 | 001861 | 001871 | 001885 | 001900 | 001925 | 001950 | 001961 | 001970 | 001987 | 002015 |
| Einwohner | 89     | 126    | 117    | 122    | 115    | 126    | 127    | 115    | 98     | 101    | 88     | 76     |
| Häuser    | 16     | 20     |        |        | 20     | 23     | 20     | 24     | 19     |        | 19     |        |
| Quelle    | [ 15 ] | [ 16 ] | [ 17 ] | [ 18 ] | [ 19 ] | [ 20 ] | [ 21 ] | [ 22 ] | [ 23 ] | [ 24 ] | [ 25 ] | [ 1 ]  |

## Religion
Bernhardswend ist seit der Reformation evangelisch-lutherisch geprägt und bis heute nach St. Peter (Sinbronn) gepfarrt. Die Katholiken sind nach St. Peter und Paul (Halsbach) gepfarrt. Im Ort gibt es eine kleine Kapelle.

## Vereine
In Bernhardswend sorgt seit 1908 die Freiwillige Feuerwehr für den Brandschutz und allgemeine Hilfe.
Der Schützenverein Eichenlaub ist in Bernhardswend aktiv.